# Chaetonotus inaequidentatus
Chaetonotus inaequidentatus är en djurart som tillhör fylumet bukhårsdjur, och som beskrevs av Kisielewski 1988. Chaetonotus inaequidentatus ingår i släktet Chaetonotus och familjen Chaetonotidae. Arten är reproducerande i Sverige. Inga underarter finns listade i Catalogue of Life.